# Дързост и красота
„Дързост и красота“ (на английски: The Bold and the Beautiful, B&B) е американски сериал. Първият му епизод е излъчен в САЩ по телевизия CBS на 23 март 1987 г. и бързо се превръща в един от най-гледаните сериали в цял свят. На 4 януари 2019 г. е излъчен 8000-ният епизод. На 18 април 2023 г. е излъчен 9000-ният епизод.

## Сюжет
Внимание:  Текстът по-долу разкрива сюжета на произведението (или части от него)!

### Семейство Форестър
Стефани Форестър, силна жена, отгледана в богато семейство, среща любовта на живота си – Ерик Форестър, докато двамата учат в университет в Чикаго. Ерик е с подчертан интерес към модата. Двамата бързат да се оженят, след като Стефани забременява. Местят се да живеят в Лос Анджелис, където основават компанията „Forester Creations“ („Форестър Криейшънс“), която се превръща в една от най-големите модни компании в света. Вече установили се като богато и щастливо семейство, Ерик и Стефани отглеждат децата си – Торн, Кристън, Фелиша и Ридж, за когото по-късно става ясно, че не е син на Ерик, а на Масимо Мароне. Ерик и Стефани имат и още една дъщеря – Анджела, която обаче е родена с тежко увреждане и умира по-късно вследствие на състоянието си. В началото Стефани скрива детето и лъже Ерик, че то е починало при раждането. По-късно Ерик има още две деца – Рик и Бриджит, от брака си с Брук Лоуган. Раждането на двете деца шокира Стефани и тя намразва още повече Брук.

### Началото
Историята започва през 1987 година, когато децата на Ерик и Стефани са вече пораснали. Ридж е лудо влюбен в бъдещата си съпруга Карълайн Спенсър, русокоса красавица, и двамата трескаво се подготвят за сватбата си. Ридж е моден дизайнер и вицепрезидент на „Forester Creations“. Карълайн е дъщеря на медийния магнат Бил Спенсър. Бъдещата им сватба е избрана за „Сватбата на годината в света на модата“. Като изявен плейбой, Ридж има десетки почитателки. Една от тях е студентката по химия Брук Лоуган, която си мечтае да се измъкне от бедния живот и да заживее в блясък. Семейството ѝ е от средната класа. Брук живее с майка си Бет, брат си Сторм и двете си сестри Дона и Кейти в място наречено „Долината на Сан Фернандо“ в близост до Лос Анджелис. По-късно животът на Брук Лоугън става ключов елемент в сериите.

### Историите
В началото на сериала Брук и Карълайн стават добри приятелки. Брук се влюбва в Ридж, а Карълайн се опитва да я хареса на Торн (братът на Ридж), без да знае, че той харесва самата нея. Скоро Ридж се впуска в любовна връзка с Брук Лоуган и сватбата му се отменя, Карълайн се омъжва за Торн. В крайна сметка, след неуспешния им брак, двамата се развеждат. Ридж и Карълайн се женят и тъкмо когато си мислят, че са щастливи, Карълайн открива, че е тежко болна. Дните ѝ са преброени и няколко месеца по-късно умира. Нейната лекарка, Тейлър Хейс, се сближава с Ридж, и се опитва да утеши болката му след нейната смърт. На смъртното си ложе Карълайн се сдобрява със своята приятелка Брук и ѝ казва, че иска тя да заеме мястото ѝ в сърцето и живота на Ридж.
Ключов сюжет в сериала са отношенията между Ридж и Брук. Брук е една от главните героини в сериала от самия му старт. Двамата често възобновяват връзката си, а когато са разделени, Ридж обикновено търси утеха в другата голяма любов в живота си – д-р Тейлър Хейс. Майката на Ридж – Стефани - предпочита Тейлър пред Брук. Тя не  харесва Брук, защото според нея е загубила морала си и се е превърнала в лека жена. Стефани преживява трудно аферите на Брук с двамата ѝ сина – Ридж и Торн, както и със съпруга ѝ Ерик. Няколко пъти Стефани напада Брук и в някои от случаите Лоугън едва не умира. Въпреки това още една от причините Стефани да не харесва Брук, е че вижда в нея много от себе си, особено когато е била на нейните години.
Брук е дъщеря на Бет Лоуган, бивша интимна приятелка на Ерик от колежа. Двамата имат любовна авантюра по време на брака му със Стефани. Кавгите между Брук и Стефани са  ключов елемент в целия сериал. След една от разделите си с Ридж, Брук се впуска в любовна авантюра с бащата на Ридж – Ерик. Брук и Ерик се женят. Раждат им се две деца – Ерик Младши и Бриджит.  Брук обачене е удовлетворена от живота с баща му. Любовта между нея и Ридж е прекалено голяма.В крайна сметка Брук и Ерик се развеждат и по-късно Ерик отново се жени за Стефани. По подобен начин протичат и отношенията между Ридж и Брук.
Преди да се ожени повторно за Стефани Ерик се забърква с психично болната и много опасна Шийла Картър. Двамата решават да се оженят, но в този момент в сериала се появява Лорън, стар враг на Шийла. Лорън разказва на семейството за проблемите на Шийла и те решават, че тя няма място при тях.
През 1994 година Тейлър заминава за Мароко по повод конференция. Самолетът, с който пътува, катастрофира и всички я смятат за мъртва. Оказва се, че тя е в двореца на принц Омар (в ролята му е Кабир Беди), който иска да се ожени за нея. Тейлър е получила амнезия и не помни нищо. В това време, докато Ридж все още смята Тейлър за мъртва, Брук е напът да се омъжи за д-р Джеймс Уоруик (психиатър). Ридж спира сватбата. След това Ридж и Брук изненадващо се женят в Малибу. Церемонията е на плажа. Тейлър възвръща паметта си и успява да избяга от двореца. Оказва се, че бракът между Ридж и Брук е невалиден, тъй като Тейлър е жива. Ридж обаче иска развод и избира Брук. Връзката между двамата е бурна и изпълнена с обрати – ту се разделят, ту се събират.

#### Отношения Спектра- Форестър
Сали Спектра е собственичка на конкурентна компания в модния бизнес. Нейни довереници са Дарла и Кларк, от когото тя има син – Си Джей. Дъщеря ѝ Мейси е много добра певица, която се жени за по-малкия син на Стефани – Торн. След интрига с Брук, Мейси загива в трагична катастрофа.
Д-р Джеймс Уоруик се съгласява да се заеме с лечението на Шийла (психично болната бивша жена на Ерик Форестър). Джеймс и Шийла имат дете, Мери, което е пречка за брака му с Маги (бивша съпруга на брата на Ерик).
Амбър Мур се появява като детегледачка на двете деца на Брук от Ерик – Рик и Бриджит. Стефани се опитва да предпази Мери от лудата Шийла и я скрива в къщата си. Шийла се появява в къщата обезумяла и стреля по Стефани. Майката на Ридж е спасена от Амбър, която извиква помощ. Злата жена прибира дъщеря си и изчезва без никаква следа. След поредна раздяла с Брук, Ридж се завръща при Тейлър и двамата отглеждат три деца – синът им Томас и двете им дъщери близначки Фийби и Стефи. С времето между Рик и неговата детегледачка пламва любовта. Амбър забременява от него, по съвет на майка си подменя починалото при раждането дете с това на братовчедка си Беки, но истината не остава задълго скрита. След любовна авантюра с Амбър, Дийкън (бащата на детето на Беки) е решен да го вземе и да се сгоди за нея. Рик от своя страна не отстъпва любовта си и се оженва за Амбър. Тъй като Амбър е доста нестабилна като майка, за детегледачка идва да работи Ерика Лавджой – младо момиче, влюбено в Рик.
През 2002 година Шийла Картър пристига отново в града. Оказва се, че Ерика е нейната дъщеря Мери. Шийла подтиква дъщеря си да съблазни Рик. Тя мисли, че момичето ̀ трябва да има онова, което тя не е успяла да извоюва – любовта на един Форестър. Единствената пречка пред нея се оказва Амбър. Една нощ Амбър е отвлечена от Шийла. За да ѝ помогнат, Стефани и появилият се Масимо Мароне (старата любов на Стефани, истинският баща на Ридж) отиват в нейното убежище. Шийла успява да избяга и влиза в къщата на Форестър. Тейлър, Брук и Ерик се опитват да я спрат, но Шийла стреля и двете жени биват повалени. По-късно Тейлър умира в болницата. Новината разтърсва цялото семейство. Шийла е вкарана в затвора, а дъщеря ̀ повече не иска и да чува за майка си.
Дийкън сключва брак с Бриджит (дъщерята на Брук), за да си отмъсти на Амбър (сключила брак с Рик). След известно време двамата с Брук попадат под ударите на съдбата и след една нощ тя е бременна от съпруга на дъщеря си. Тази голяма тайна трябва да бъде опазена, но докога … Брук ражда детето с голямата помощ на Стефани и новината шокира всички. Детето е момиче и се казва Хоуп.
Мейси (починалата дъщеря на Сали Спектра) се оказва оцеляла от катастрофата, но скрита от баща си, който се опитва да я предпази от драмите на семейство Форестър. Тя се завръща, но не след дълго умира ужасяващо, когато огромен полилей я помита върху сцената.
В града се появява Доминик Пейн, моряк, двамата с Брук се влюбват истински. В началото не се знае, че той е другият син на Масимо Мароне. След много скандали и конфликти Стефани признава на Ерик, че едно време му е изневерила с Масимо Мароне и е забременяла от него с Ридж. Новината ужасява Ерик и той почти не полудява. Между двамата съпрузи животът става още по-тежък. Ерик изневерява на съпругата си с жената на Мароне – Джаклин, която само това и чака.
Масимо Мароне се запознава с мистериозна жена в кафенето. Тя забременява от него и му ражда дете. Масимо не знае за миналото ѝ. Тази жена е Шийла Картър. По-късно в сериала тя отвлича Брук, Ридж и Ник, но всички са спасени. Шийла бяга с Шугар, надзирателя, помогнал ѝ да избяга от затвора.
Торн се жени за Дарла. Ражда се синът на Ридж и Брук – Ридж Форестър младши (Ар Джей). Никой не предполага, че Тейлър е жива. Оказва се, че в болницата Тейлър е изпаднала в кома. За втори път е скрита от принц Омар. Жива и здрава, Тейлър се връща при Ридж. Брук (по това време омъжена за Ридж) не може да повярва на историята. Дарла (съпругата на Торн) е убита по непредпазливост от Тейлър.
След бурен скандал със Стефани, Джаклин (бившата съпруга на Масимо) бива бутната от парапета на имението Форестър и едва не умира. След като научава за станалото, Ник отива при Стефани. Тя взима пистолета си и стреля. Изстрелът минава само на сантиметри от Ник.
Стефани кара мъж на име Анди да започне връзка с Брук. Последният изнасилва Брук.
През 2006 година в сериала се завръща Дона Лоуган, която по-късно, през 2008 г., се жени за Ерик. Между Ник и Тейлър пламва любов. Те решават да имат дете. Но яйцеклетките на Тейлър не са подходящи…
Брук отива в болницата за лични изследвания. След като Тейлър ражда детето, се оказва, че то не може да живее, защото няма костен мозък, който може да бъде даден само от биологичната майка. Ник кара Бриджит (тя е лекарка в болницата) да се свърже с жената, за да се спаси новороденото.
След като установява коя е майката, Бриджит е потресена от новината, че това е Брук (станала е грешка в компютъра и клетките, които са само за изследване, са отишли при Тейлър). Брук е много разстроена, но все пак оказва помощ.
Тейлър не може да понесе новината и изпада в депресия. Животът между нея и Ник се разпада.
В края на 2007 година се завръща Кейти Лоуган.
Сторм (братът на Брук) стреля по Стефани (след като разбира, че майката на Ридж е отговорна за изнасилването на сестра му), но тя оцелява. Впоследствие Сторм прострелва Кейти в гърдите. Той решава, че сестра му трябва да живее, и се самоубива. Неговото сърце е присадено на Кейти и тя е спасена.
През 2008 година Бриджит и Ник отново се женят, но Кейти е лудо влюбена в младоженеца. Бет Лоуган пристига в града. Пам и Ан, респ. сестрата и майката на Стефани, също.
Ерик едва не умира, след като се отравя с лимонови сладки, приготвени от Пам. Психически нестабилна, Пам напада Дона. Ерик и Дона се женят. По време на брака им се разбира, че тя има син от стара нейна връзка – с Джъстин Барбър, а синът на Дона и Джъстин се казва Маркъс. Ерик го осиновява.
През 2010 година Ерик се развежда с Дона, през 2012 г. отново се жени за Стефани.

## Известни моменти в „Дързост и красота“
1. Сватбата на Ридж и Карълайн – 1990
2. Смъртта на Карълайн – 1990
3. Появата на Карън (сестра-близначка на Карълайн) – 1991
4. Сватбата на Ерик и Брук – 1991
5. Появата на лудата Шийла Картър – 1993
6. Сватбата на Ридж и Брук в Малибу – 1994
7. Концерта на Торн и Мейси в Ротердам – 1994
8. Опита за убийство на Брук от Стефани в Биг Беър – 1999
9. „Смъртта“ на Мейси – 2000
10. Ридж се оказва син на Масимо Мароне, а не на Ерик – 2001
11. Торн открива, че Мейси е жива – 2002
12. „Убийството“ на Тейлър – 2002
13. Смъртта на Мейси – 2003
14. Завръщането на Тейлър – 2005
15. Смъртта на Дарла – 2006
16. Смъртта на Фийби (дъщеря на Ридж и Тейлър) – 2008
17. Пристигането на Карълайн (дъщерята на Карън) – 2012
18. Смъртта на Стефани – 2012
19. Оказва се, че Мая Авант е транссексуална – 2015
20. Смъртта на Али (дъщерята на Торн и Дарла) – 2015
21. Сватбата на Рик и Мая – 2015
22. Завръщането на Спектра Фешънс (сестрата и праплеменницата на Сали Спектра, респ. Шърли и Сали, и внукът на Сол Файнберг – Сол) – 2017
23. Завръщането на Шийла – 2017

## Рейтинг
През 1987 е дебютът на Дързост и Красота в осмото място на годишните рейтинги за драмите.
Малко по малко сериалът се превръща в най – известния, но все още е доста под другите.
Внезапен скок на рейтинга става през 1993 година, когато злата Шийла Картър се появява на екрана. Тя бързо се превръща в една от най – вълнуващите героини в Дързост и Красота.
През средата на деветдесетте години, сериалът става хит, след появата на Лорън и омразата, която се появява между Мейси и Брук. Също така през 2005 интересът се покачва на максимум, заради неочакваната поява на любимата на много фенове, Тейлър.
Сериалът застава на второ масто в класациите (на първо място е Богати и Жестоки).

## Критика
Шоуто става известно с показването на заинтригуващи истории, повечето пъти свързани със Стефани, Брук, Тейлър, Мейси, Ридж, Торн и Ерик. Въпреки това е критикувано заради бързо сменяне на главните истории. За това понякога някои известни герои просто изчезват за определено време. Дързост и красота са известни с това, че когато една история загуби интерес, е сменена веднага, за разлика от някои сериали, които използват само една главна история.

## Любопитни факти
- Има двама актьори, които се снимат в сериала още от самия му старт в началото на 1987 г. – Катрин Кели Ланг (в ролята на Брук Лоуган) и Джон Маккук (в ролята на Ерик Форестър).
- Дързост и красота също са известни с това, че кастингът се сменя често и не винаги това е приемано от феновете. Най-тежко почитателите приемат смяната на Бриджит (Дженифър Финиган) и на Рик (Джъстин Торкълсън).
- Съществува малка разлика между американските и българските епизоди на сериала. В САЩ един епизод е 19 минути, а в България – 21 минути. Разликата е в една кратка, двуминутна сцена след интрото на серията, която не се излъчва в САЩ.

## В България
В България сериалът се излъчва от 1993 г. и добива широка популярност. Отначало върви по Ефир 2 по два кратки епизода всяка вечер от 20:00 ч., а по-късно продължава по Канал 1 в следобедните часове с 40 – 41-минутни епизоди (два оригинални епизода съединени в един), като от 2008 г. се излъчва по обновения БНТ 1, а от 2011 г. и по БНТ 2. От 15 юни 2012 г. сериалът се излъчва във формат 16:9 и в HD качество на картината. От 13 август епизодите стават 21-минутни. Сериалът е преустановен на 30 юни 2017 г. След едногодишна пауза сериалът е подновен на 10 септември 2018 г. и отново е прекъснат на 6 февруари 2019 г.
Озвучаващият екип търпи промени от 1999 г. след единствения в България открит кастинг за роли в дублаж, проведен от редакция „Кино“ на БНТ. В озвучаващия състав през годините са участвали Адриана Андреева, Лидия Вълкова, Силвия Русинова, Весела Хаджиниколова, Красимира Казанджиева, Анета Генова, Вилма Карталска, Мина Костова, Петър Евангелатов, Васил Бинев, Чавдар Монов, Янко Лозанов, Георги Тодоров, Иван Петков, Васил Стойчев, Тодор Николов, Стефан Стефанов, Тодор Георгиев, Станислав Пищалов, Николай Пърлев и други.
Режисьор на дублажа е Людмила Кръстева.